# 施國義
施國義（1719年1月20日—1769年3月29日），譜名粹厚，字質宜，是施士安次子，後過繼給施士安之弟施士晟。曾繼承生父拓墾彰化縣半線保新埔庄之事業，後又在最晚在清乾隆四十七年（1782年）左右奉官府之命開墾沙連保位在今南投縣鹿谷鄉一帶的土地，但在沙連保他並不直接招佃戶承墾，而是由第二級墾戶如許廷瑄（許萬青）家族來招佃戶。
除此之外，施國義於乾隆十七年（1752年）遷建臺灣縣署時捐款一百兩以上，由布政司會同按察司臺灣道聯銜給匾，而施家中其叔父施士齡、施士膺亦有捐款。而乾隆二十九年（1764年）彰化知縣胡邦翰倡議官紳捐款設立照顧貧苦無依者的留養局時，施國義亦響應，捐款七十四元。
而施國義亦參與乾隆十四年（1749年）立「興修瀨道功德碑記」與乾隆三十年（1765年）「大老爺蔣重修德安橋碑記」的立碑事宜。